# ハルフォード・マッキンダー
サー・ハルフォード・ジョン・マッキンダー（Sir Halford John Mackinder, 1861年2月15日 - 1947年3月6日）は、イギリスの地理学者、政治家である。ハートランド理論を提唱し、この概念は地政学の基礎的な理論付けとなった。事実上の現代地政学の開祖ともいえる。

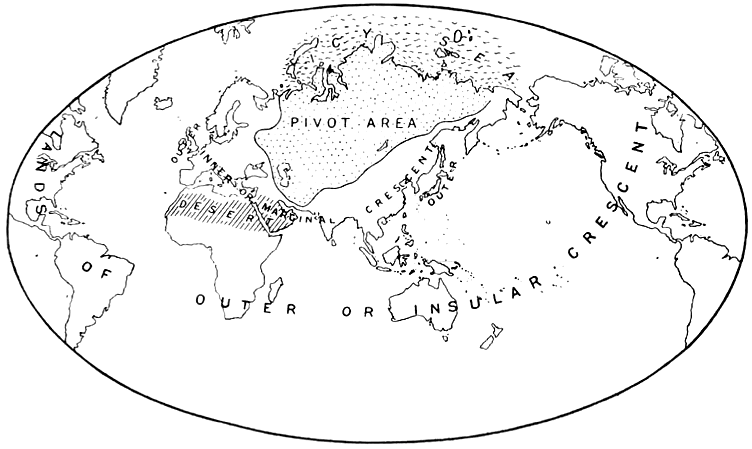
出典:『歴史の地理学的な回転軸』, Geographical Journal 23, no. 4 (April 1904)

## 概要
ハルフォード・マッキンダー卿は、ハートランド論を唱え、ユーラシアを基点とした国際関係の力学を地理的に分析した。なお、マッキンダーは自身の理論を一度も地政学と称したことはないが、今日における地政学という体系はほぼマッキンダーの理論をその祖と仰いでいるといっていい。マッキンダーの主張は以下の通り。
1. 世界は閉鎖された空間となった。
2. 人類の歴史はランドパワーとシーパワーの闘争の歴史である。
3. これからはランドパワーの時代である。
4. 東欧を制するものは世界を制する。

海洋国家イギリスに生まれ育ちながらマッキンダーがランドパワー論者となったのは、大陸国家の勢力拡大への脅威から海洋国家イギリスを如何に守るかという戦略のあり方について研究の重きを置いたことによる。
マッキンダーの理論では、そもそも大陸国家と海洋国家は相性が悪いということが基本原理となっている。海洋国家はけして攻撃性の強いものではないが、隣国の勢力が強くなることを忌み嫌う。大陸国家は外洋に出て、新たな海上交通路や権益の拡大をしようとすれば、海洋国家はそれを防ぐべく封じ込めを図ろうとする傾向を持つ。そうしたことから大陸国家と海洋国家の交わる地域での紛争危機はより高まる。
マッキンダーは1900年代初頭の世界地図をユーラシア内陸部を中軸地帯（ハートランド）、内側の三日月地帯、外側の三日月地帯とに分け、「東欧を支配するものが、ハートランドを支配し、ハートランドを支配するものが世界島を支配し、世界島を支配するものが世界を支配する」とした上でイギリスを中心とした海軍強国が陸軍強国による世界島支配を阻止すべきだと論じた。
さらにマッキンダーはドイツ・ソ連の覇権闘争を予見し、イギリスなどの海洋国家の脅威になると述べ、ドイツとソ連の膨張を恐れ、独ソ間に緩衝地帯を設けよと主張し、さらに海洋国家によるミッドランド・オーシャン連合を提唱した。
マッキンダーの理論は地政学の世界に大きな功績と影響をもたらしたが、その理論は大艦巨砲主義の思考に留まるものであり、次第に注目された航空機戦力などによる空軍力のシーパワーへの影響を軽視したため、マッキンダーのハートランド論は時代遅れであるという批判を受けることになる。とりわけ空襲という戦法がとられるようになった第一次世界大戦以降、強力な艦隊を以って制海権の維持を志向する海軍国の戦艦中心の戦略論は大きな転換期を迎えた。後継理論にニコラス・スパイクマンのリムランドがある。

## 経歴

### 生い立ち
1861年、リンカンシャーのゲインズバラでスコットランド系の医者の長男として生まれる。若い頃から周囲の自然に興味を示し、オックスフォード大学では生物学を専攻しようとしたが地質学や歴史や法学を学び、そのいずれにも頭角を表した。法学の分野においては弁護士の資格を取得している。その後も自然に関する関心と情熱は止みがたく、広く国内を旅行して、自然科学と人間社会を結びつける中間的な概念としての「新しい地理学」を提唱し、学会の注目を引いた。

### 地理学
ちょうどその頃、イギリスの王立地理学協会（the Royal Geographical Society）では、地理学を大学の正規の講座に昇格させるための猛烈な運動を始めていた。このため1899年にオックスフォード大学が地理学院（the Oxford School of Geography）を開設したときには初代院長に迎えられた。さらに彼は1904年にロンドン大学に新設された政治経済学院（the Economics and Political Science）の院長に就任し、その後20年に渡って同学院の経営に専念するかたわら、経済地理の講義を続けた。この学校の卒業生や留学生の中から英連邦諸国の政治家や外交官を輩出している。

### 政界
マッキンダーは学生時代から政治にきわめて強い関心を持ち、1900年に自由党から立候補して落選した後、1910年に保守党と自由党の一部が参加した統一党として下院に当選を成し遂げ、1922年の選挙で敗退するまで下院に議席を持っていた。その交友の中には、L・S・エーメリやミルナー卿など、当時の有名な政治家の名前がみられる。だがその後の出馬を断念したのは、おそらくはその学究肌が下院の空気と合わなかったためとみられる。にもかかわらずマッキンダーの祖国イギリスと世界の現状を憂うる発言は高く評価され、とりわけ第一次世界大戦後の平和体制や国際連盟の構想を考える上での色々な参考にされた。ドイツとオーストリアの連合勢力を敗北に導いた最大の功績は、とりわけ英国海軍が主として行った大陸封鎖の作戦にあったので、その講和における発言力もまた相応に大きかった。

### 一次大戦後
マッキンダーは第一次世界大戦を基本的にユーラシア大陸の心臓部（ハートランド）を制覇しようとするランドパワーと、これを制止しようとする海島国（イギリス、カナダ、アメリカ、ブラジル、オーストラリア、ニュージーランド、日本）の連合およびフランスやイタリア等の半島国、言い換えればつまりシーパワー、との間の死活をかけた闘争であると見た。そして、今後の世界の平和を保証する為には、東欧を一手に支配する強力な国家の出現を絶対に許してはならないと力説した。マッキンダーの国際連盟の構想は、いわばこの目標を実現することに賭けられていたといっても良い。戦後の1919年から1920年にかけては南ロシアにおける英国の高等弁務官としてオデッサに駐在し、白軍勢力をまとめることに苦労したが、これは成功しなかった。しかしこのような国家的功績によって、ナイトの称号を授けられる。その後マッキンダーはいくつかの公職を歴任しているが、その主なものとしては、1926年に枢密顧問官に就任したことと、それから1920年以降1945年に至るまでイギリスの船舶統制委員会の議長を務め、1926年から1931年に至るまで、英帝国経済委員会の議長も務めている。

### 晩年
第二次世界大戦の最中、マッキンダーが82歳の時に、アメリカの雑誌フォーリン・アフェアーズ（1943年7月号）に「球体の世界と平和の勝利」（the Round World and the Winning of the Peace）という題で最後の寄稿をしている。
1947年3月6日にドーゼットの自宅で死去。

## 逸話
1899年9月13日、アフリカ大陸第2位の高山、ケニア山の初登頂を果たした。

## 著書
- Britain and the British Seas, (W. Heinemann, 1902, 2nd ed., 1922).
- The Rhine: its Valley & History, (Chatto & Windus, 1908).
- India: Eight Lectures, (G. Philip & son, 1910).
- The Teaching of Geography & History: A Study in Method, (G. Philip, 1914, 2nd ed., 1918).
- Democratic Ideals and Reality: A Study in the Politics of Reconstruction, (Constable, 1919).
曽村保信訳『デモクラシーの理想と現実』原書房、1985年
改題『マッキンダーの地政学---デモクラシーの理想と現実』同、2008年。ISBN 978-4-562-04182-4
- The Modern British State: An Introduction to the Study of Civics, (G. Philip, 1922).